# محمدشریف ملک‌زاده
پروفسور محمّدشریف ملک‌زاده (زاده شهرستان زابل استان سیستان و بلوچستان)،(فرزند مرحوم حاج غلام عباس ملک زاده از بزرگان سیستان و بلوچستان که از بزرگترین خیرین تاریخ سیستان و بلوچستان بوده و اولین مخترع سنگ آسیاب میباشد که در فهرست میراث ملی کشور با شماره ثبت 741 به ثبت رسیده است). پروفسور ملک زاده دارای مدرک دکترای مدیریت صنعتی و همچنین فوق دکتری مدیریت و دانشیار دانشگاه، تا پایان دولت نهم معاون رئیس‌جمهور و رئیس سازمان میراث فرهنگی، صنایع دستی و گردشگری بود. وی پیشتر عهده‌دار مناصب دولتی مختلفی نیز بوده‌است. از آن جمله می‌توان به پست‌هایی چون مشاورت رئیس‌جمهور، مشاورت وزیر امور خارجه، دستیاری ویژه وزیر امورخارجه، معاونت اداری و مالی وزارت امور خارجه، دبیرکل امور ایرانیان خارج از کشور و … نیز اشاره داشت. وی در حال حاضر ریاست مرکز تحقیقات و مطالعات علوم انسانی- اسلامی و ریاست سازمان جهانی گردشگری حلال و عضو اتحادیه بین‌المللی روسای دانشگاه‌های جهان و رئیس  منطقه آسیای مرکزی و خاورمیانه IAUP  است.
استاد برجسته دانشگاه، نویسنده و مدیر اجرایی با بیش از چهار دهه تجربه در رهبری در زمینه‌های مدیریت ، مدیریت عمومی، دیپلماسی بین‌المللی و نوآوری در صنعت گردشگری. شناخته‌شده به‌عنوان بنیان‌گذار نظریه و چارچوب ملک‌زاده (MFT) در گردشگری و پدر علم نوین مدیریت گردشگری در جهان. دارای سابقه‌ای درخشان در مسئولیت‌های عالی‌رتبه در ایران و سازمان‌های علمی و بین‌المللی، با نقش مؤثر در پیوند دادن گردشگری جهانی،نظریه پردازی تئوری گردشگری با علایق ویژه ،مدیریت صنعتی و حکمرانی راهبردی.
محمد شریف ملک‌زاده در سال ۲۰۲۰ به‌عنوان پدر علم نوین مدیریت گردشگری جهان از سوی اتحادیه روسای دانشگاه‌های جهان انتخاب شد، وی که یکی از نوابغ گردشگری جهان است از سوی نشریه وورد پرس به‌عنوان یکی از ۳۰۰۰ دانشمند برتر جهان معرفی شد.
ملک‌زاده که از مفاخر ایران و دارای نشان ملی خدمت و نشان شیخ بهائی می‌باشد، به‌عنوان خالق تئوری MFT توانست با ثبت این اختراع مهم که مبتنی بر ارتقا روح و روان انسانهاست، اولین مخترع صنعت گردشگری جهان باشد.
پروفسور ملک ‌زاده خالق نظریه MFT (مدیریت فرایند و کنترل کیفیت در تورهای گردشگری با علایق ویژه) است که به‌عنوان اولین اختراع ثبت‌شده در صنعت گردشگری شناخته می‌شود. این نظریه بر ارتقاء روح و روان انسان‌ها از طریق گردشگری تمرکز دارد و توسط سازمان جهانی گردشگری به شماره(RPAP/07/15)مورخ (07/April/2015) دبیرکل و رئیس سازمان جهانی گردشگری جناب آقای طالب ریفای و دانشگاه‌های معتبر بین‌المللی مورد تایید قرار گرفته است.

تحصیلات
دکترای PhD در مدیریت
فوق دکترای مدیریت گردشگری از موسسه عالی آموزش و پژوهش و مدیریت و برنامه ریزی کشور
دانشیار دانشگاه تهران مرکز با پایه استادی 22

## کتاب‌ها
- اقتصاد مقاومتی و برجام
- ابعاد اقتصاد مقاومتی در صنعت نفت
- انتقال تجربه از مدیران گذشته به آینده
- آنچه اعضای هیئت مدیره باید بدانند
- آنچه شهرداران باید بدانند
- آنچه مدیران ارشد باید بدانند
- بانکداری جامع
- تأثیر فناوری اطلاعات در نظام آموزش و پرورش
- توسعه مدیریت در بیمه دانا _چالش و راهکارها
- راهکارهای تسهیل و توسعه تجارت خارجی
- فرسودگی شغلی
- فقر و نابرابری اقتصادی
- مدیریت استراتژیک مسئولیت پذیری اجتماعی
- مدیریت واگذاری‌ها در حوزه سلامت
- مراسم رونمایی علمی از اولین اختراع در صنعت گردشگری جهان
- مسئولیت اجتماعی شرکتی در صنعت نفت
- موفقیت مدیران زن در خانواده
- نگاهی بر زندگی و آثار دکتر محمد شریف ملک‌زاده
- نوروزنامه
- اقوام ایرانی و نقش آن در حاکمیت
- مدیریت مشارکتی
- آداب مذاکره در فرهنگ‌های گوناگون
- تعاریف، مفاهیم، جاذبه‌ها و مسیرهای گردشگری با علایق ویژه در ایران
- Management Process: Quality control of Different special interests tours
- رفتار حرفه ای هنرمندان
- جستاری بر گردشگری مذهبی پهنه تاریخی شیراز

## سوابق
1. معاون گردشگری سازمان میراث فرهنگی، صنایع دستی و گردشگری
2. معاون رئیس‌جمهور و رئیس سازمان میراث فرهنگی، صنایع دستی و گردشگری[۶]
3. مدیر مسئول فصلنامه علمی و پژوهشی مدیریت و توسعه
4. عضو شورای اجرایی و رئیس منطقه آسیای مرکزی و خاورمیانه اتحادیه بین‌المللی روسای دانشگاه‌های جهان اسلام
5. مدیر کل اتباع بیگانه و ایرانیان خارج از کشور قوهٔ قضاییه
6. مشاور رئیس‌جمهور و دبیرکل امور ایرانیان خارج از کشور
7. مخترع تئوری MFT در مورد تأثیرات ارتقا روح و روان در صنعت گردشگری جهان
8. دستیار ویژه وزیر امور خارجه
9. رئیس مؤسسه عالی آموزش، پژوهش، مدیریت و برنامه‌ریزی کشور
10. معاون سابق رئیس‌جمهور ایران و رئیس سازمان میراث فرهنگی و صنایع دستی و گردشگری ایران
11. پدر علم نوین گردشگری جهان جزء مفاخر ایران
12. جز ۳۰۰۰ دانشمند برتر جهان
13. اولین مخترع در صنعت گردشگری جهان با حق ثبت اختراع: مدیریت فرایند و کنترل کیفیت در تورهای گردشگری با علایق ویژه
14. مولف 50 کتاب در زمینه اقتصاد جهانی، مدیریت و جهانگردی
15. انتخاب عنوان مشاهیر و مفاخر ایران در سال ۱۳۹۵ توسط انجمن آثار و مفاخر فرهنگی کشور
16. مشاور ارشد دانشگاه پرزیدنت اندونزی
17. رئیس هیئت مدیره سازمان جهانی گردشگری حلال (GHTO) لندن
18. رئیس دفتر اتحادیه بین‌المللی روسای دانشگاه‌های جهان (IAUP) در منطقه خاورمیانه و آسیای مرکزی.
19. دارای نشان ملی خدمت
20. دارای نشان ملی شیخ بهایی
21. بنیان‌گذار و پدر علم نوین مدیریت گردشگری جهان
22. دکترای تخصصی مدیریت صنعتی
23. استاد دانشگاه در رشته مدیریت صنعتی
24. مدیر مسئول فصلنامه علمی پژوهشی مدیریت و توسعه
25. مدیر مسئول فصلنامه علمی پژوهشی برنامه‌ریزی و بودجه
26. رئیس گروه‌های مدیریت مؤسسه عالی آموزشی و پژوهشی و مدیریت و برنامه‌ریزی ایران
27. مدیر گروه تحصیلات تکمیلی مدیریت دولتی واحد تهران مرکز
28. رئیس هیئت امناء پژوهشگاه میراث فرهنگی
29. عضو هیئت امنا و معاون بین‌المللی و معاون علمی دانشگاه عدالت

مسئولیت‌های علمی و پژوهشی
- استاد دانشگاه در مدیریت صنعتی و مدیریت دولتی
- مدیر مسئول فصلنامه‌ علمی و پژوهشی «مدیریت و توسعه»
- مدیر مسئول فصلنامه علمی و پژوهشی برنامه ریزی و بودجه
- رئیس گروه های مدیریت مؤسسه آموزش، پژوهش و برنامه‌ریزی
- مدیر تحصیلات تکمیلی مدیریت دولتی، دانشگاه آزاد اسلامی تهران مرکز
- معاون بین‌الملل دانشگاه عدالت
- مشاور عالی دانشگاه پرزیدنت اندونزی
- رئیس منطقه‌ای اتحادیه جهانی رؤسای دانشگاه‌ها (IAUP) برای خاورمیانه و آسیای مرکزی

جوایز و افتخارات
- نشان ملی خدمت از ریاست جمهوری ایران
- دریافت نشان ملی جشنواره شیخ بهایی ایران برای اولین بار ازسوی ریاست محترم جمهوری اسلامی ایران
- عنوان پدر علم نوین مدیریت گردشگری جهان – از سوی IAUP و سازمان جهانی گردشگری (UNWTO)
- چهره ماندگار ایرانی – انجمن آثار و مفاخر فرهنگی (۲۰۱۶) به شماره (1402-236854)مورخ (06/09/1402) از وزارت فرهنگ و ارشاد اسلامی ایران
- انتخاب به عنوان یکی از ۳۰۰۰ دانشمند برتر جهان – مجله  Word Press
- دکترای افتخاری مدیریت و نوآوری از سوی رئیس اتحادیه بین المللی رؤسای دانشگاه جهان (IAUP)
- انتخاب از سوی انجمن مدیران مراکز دانش بنیان و نخبگان کشور به عنوان نخبه اقتصادی گردشگری

رهبری در سازمان‌های بین‌المللی
- رئیس سازمان جهانی گردشگری حلال (GHTO)
- عضو هیئت امناء اتحادیه جهانی رؤسای دانشگاه‌ها (IAUP)
- معاون علمی بین الملل و ایران دانشگاه عدالت
- عضو اتحادیه بین‌المللی رؤسای دانشگاه‌های جهان
- عضو هیئت امنای پژوهشگاه میراث فرهنگی
- عضو انجمن مدیران مراکز دانش بنیان و نخبگان کشور